# Regelinda

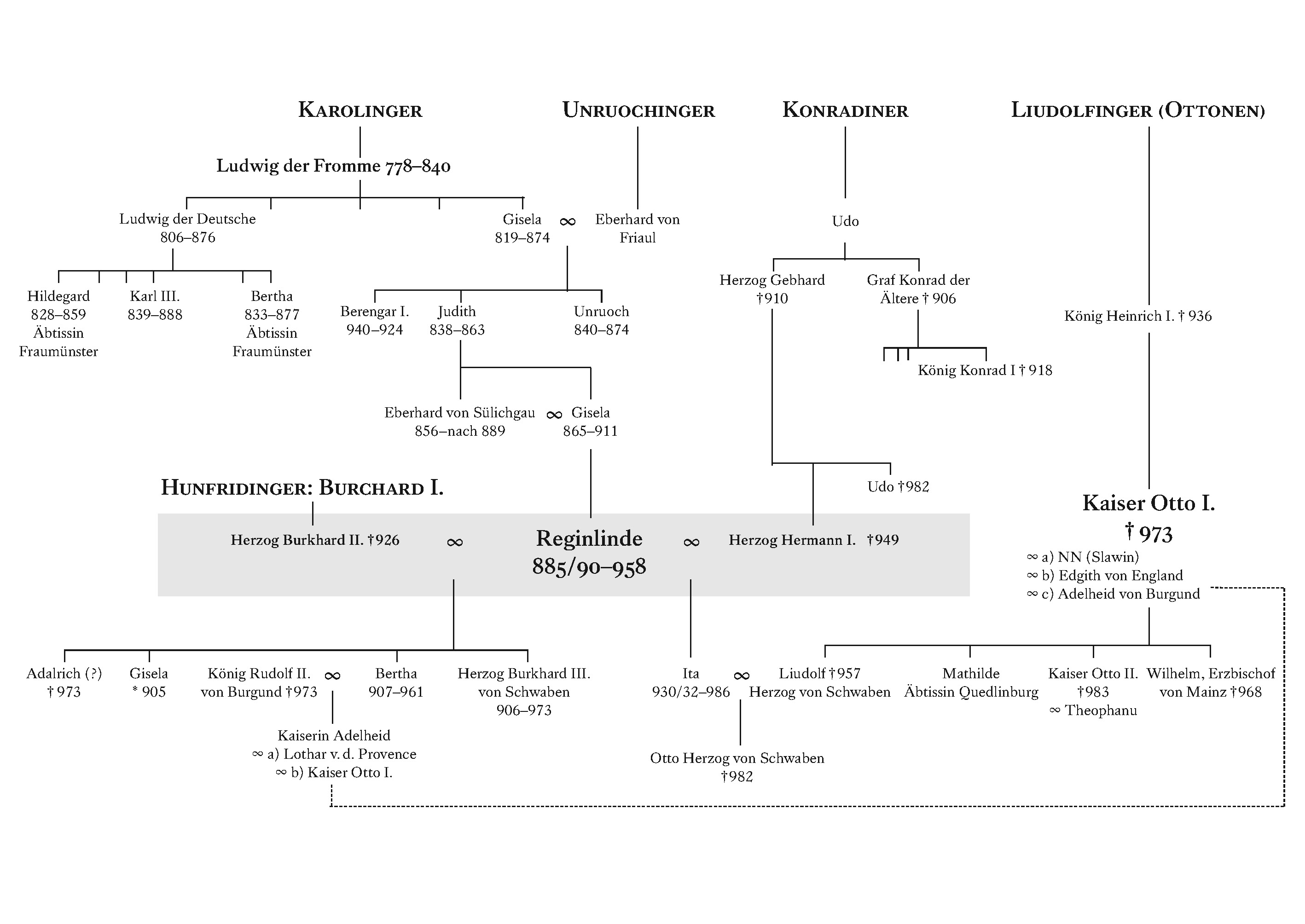
Albero genealogico di Reginlinde.

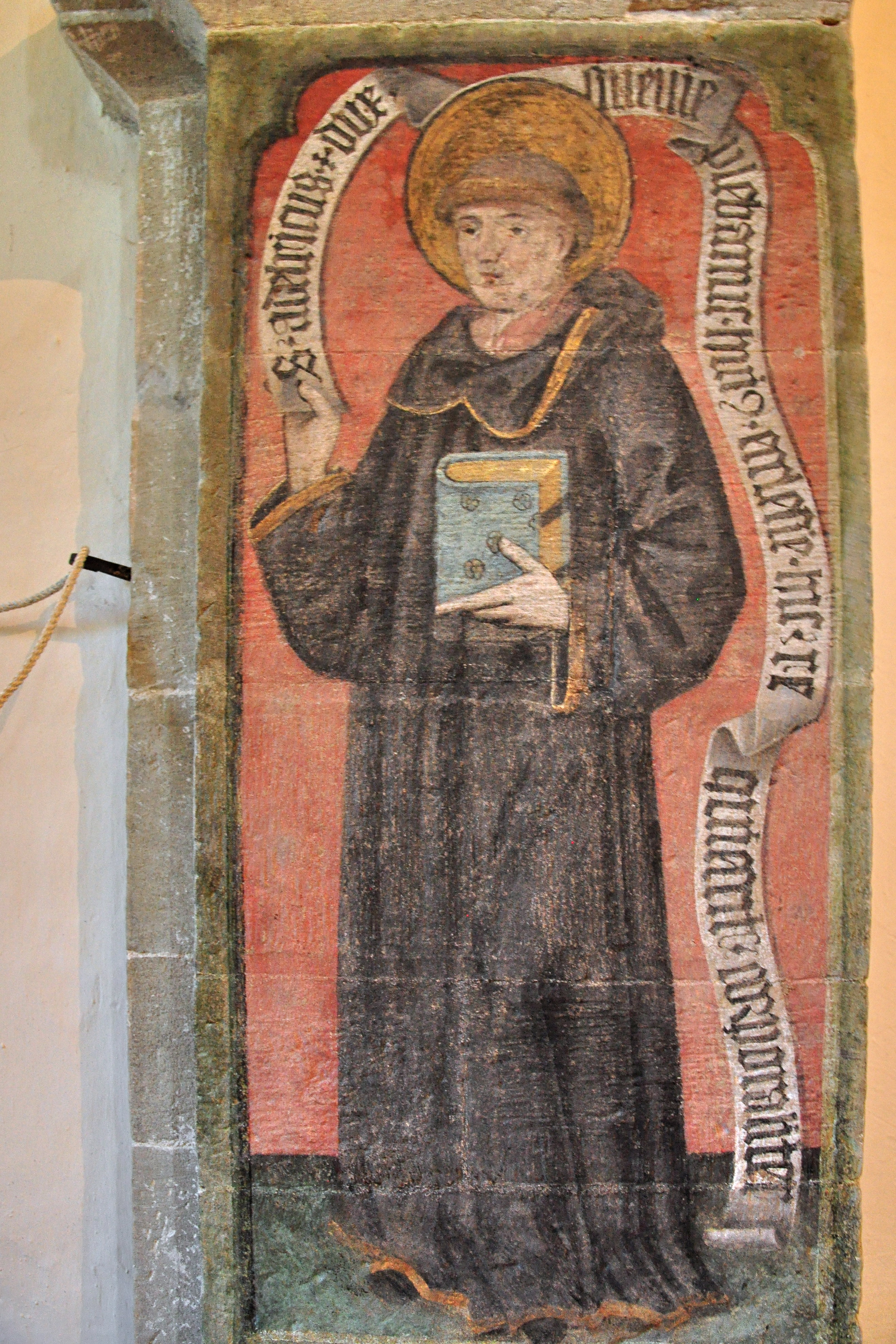
Affresco del suo presunto figlio, sant'Adalrico, sulla parete opposta della chiesa

Regelinda, chiamata anche Reginlind o Regilinde, (... – 958) fu, in virtù del suo primo matrimonio con Burcardo II, duchessa di Svevia. Dopo la morte del suo primo marito sposò il neo-duca di Svevia, Ermanno I.

## Biografia
Regelinda era la figlia di Eberardo I (856-dopo l'889), conte del Zürichgau della stirpe degli Eberardingi. Essa discendeva dai Carolingi (Ludovico il Germanico era un suo prozio). Tramite il bisnonno, Eberardo del Friuli, essa era imparentata con la famiglia Unrochingi. 
Si conosce poco della vita della duchessa svevo-alemanna. Sembra che sia cresciuta nell'abbazia di Säckingen e che fosse sposata con il conte Burcardo II nel 904. Insieme a questo, Regelinda fondò il monastero femminile di Santa Margherita a Waldkirch. Grazie ai matrimoni dei suoi figli, ebbe stretti contatti sia con il regno di Borgogna (Berta sposò il re Rodolfo II di Borgogna) sia con la corte reale degli Ottoni (Ida sposò il primogenito del re Ottone I, Liudolfo). Il matrimonio di sua figlia Berta con il re Rodolfo II di Borgogna diede una figlia, Adelaide, che, in quanto moglie dell'imperatore Ottone il Grande, fu una delle donne più importanti del X secolo.
Dopo la morte del secondo marito, si ritirò nel monastero dei Santi Felice e Regola di Zurigo, oggi Fraumünster. Essa divenne la badessa laica di questo monastero dal 929. Regelinda è anche conosciuta come badessa laica dell'abbazia di Säckingen.
A metà del X secolo, venne eretto del monaco Adalrico un eremo, situato sull'isola di Ufenau, nel lago di Zurigo. Adalrico è spesso citato come figlio di Reginlinde, ma questo non è provato. Regelinda vi fondò la cappella di San Martino e la chiesa parrocchiale di San Pietro e Paolo, che fu completata sotto Adalrico.
Tramite il sul patrimonio, dotò il monastero di Einsiedeln con suoi beni e, grazie ai suoi vari legami con la casa reale di Ottone I, ella riuscì a far ottenere per il monastero nel 947 il privilegio dell'immunità e della libera elezione di abate. Morì nel 958 di lebbra.
Reginlinde è stata premiata dalla Gesellschaft zu Fraumünster di Sechseläuten del 2019.

## Famiglia e figli
Dal suo primo matrimonio con Burcardo II (Burcardingi) ebbe:
- Gisela, badessa di Waldkirch (905 circa-26 ottobre 923/25);
- Hicha (905 circa-950), la quale ebbe come figlio Corrado il Rosso (filiazione non certa);
- Burcardo III (915 circa-11 novembre 973);
- Berta (907 circa-2 gennaio 961) ∞ Rodolfo II, re di Borgogna;
- Adalrico, santo e monaco di Einsiedeln († 973) (filiazione non certa).

Dal suo secondo matrimonio con Ermanno I (Corradinidi) ebbe:
- Ida/Ita ∞ Liudolfo, figlio dell'imperatore Ottone I.